# Selaginella horizontalis
Selaginella horizontalis är en mosslummerväxtart som först beskrevs av Karel Presl, och fick sitt nu gällande namn av Antoine Frédéric Spring. Selaginella horizontalis ingår i släktet mosslumrar, och familjen mosslummerväxter. Inga underarter finns listade i Catalogue of Life.